# The Kingdom of Love
Pour plus de détails, voir Fiche technique et Distribution.
The Kingdom of Love est un film muet américain réalisé par Frank Lloyd et sorti en 1917.

## Fiche technique
- Titre : The Kingdom of Love
- Réalisation : Frank Lloyd
- Scénario : Frank Lloyd, d'après une nouvelle de Doty Hobart
- Production : Fox Film Corporation
- Date de sortie : 1917

## Distribution
- Jewel Carmen : Violet Carson
- Nancy Caswell : Violet Carson enfant
- Genevieve Blinn : Mrs Agnes Carson
- Lee Shumway : Révérend David Cromwell
- Fred Milton : Frank Carson
- Joseph Manning : Henry Carson
- G. Raymond Nye : Caribou Bill
- Murdock MacQuarrie : Buck
- Dick La Reno